# Félix Battanchon
Pour les articles homonymes, voir Battanchon.
Félix Battanchon, né le 9 avril 1814 à Paris et mort le 2 juillet 1893 dans la même ville, est un violoncelliste, compositeur et pédagogue français.

## Biographie
Félix Battanchon naît le 9 avril 1814 à Paris,,.
Il étudie le violoncelle au Conservatoire de Paris avec Olive-Charlier Vaslin et Louis Norblin,,,.
En 1840, il entre à l'Orchestre de l'Opéra de Paris et se fait connaître en concerts, effectuant plusieurs tournées en province, notamment en Bretagne,,,.
En 1842, il épouse à Paris Marie Caroline Joséphine Henot, professeur de piano.
L'année suivante, Battanchon est membre du comité fondateur de l'Association des artistes musiciens.
Intéressé par la facture instrumentale et féru de musique de chambre, il fait la promotion du baryton, intermédiaire entre le violon et l'alto, jouant par exemple sur l'instrument en octobre 1846 la partie de clarinette du Quintette K. 581 de Mozart,.
À la suite de la Révolution de 1848, Battanchon quitte Paris, enseigne au Puy avant de s'installer à Genève à compter de 1850. Là-bas, il est nommé professeur de violoncelle au Conservatoire. À sa retraite, il se retire à Nice, vers 1885.
Comme compositeur, il est l'auteur de plusieurs œuvres pour son instrument, dont Trois études en double corde pour violoncelle, op. 1 (Paris, Richault), Airs bretons pour violoncelle et piano (Paris, Richault), Deux mélodies pour violoncelle et piano, op. 3 (Leipzig, Hofmeister), et 24 Études pour violoncelle, op. 4, adoptées pour l'enseignement du Conservatoire de Paris, notamment,,.
Félix Battanchon meurt le 2 juillet 1893 à Paris.